# Banato del Danubio
Il banato del Danubio o banovina del Danubio (In serbo-croato: Дунавска бановина, in Tedesco: Donau-Banschaft, in Ungherese: Dunai Bánság) era una provincia del Regno di Jugoslavia tra il 1929 e il 1941.

## Geografia
La provincia copriva le seguenti regioni: Sirmia, Bačka, Banato, Baranja, Šumadija e Braničevo.
La capitale della Banovina del Danubio era Novi Sad.

## Popolazione
Secondo il censimento del 1931 la popolazione totale di tutta la provincia era di 2 387 495 abitanti ed era costituita da:
- Serbi e Croati (56.9%)
- Ungheresi (18.2%)
- Tedeschi (16.3%)

## Città
Questo elenco è riferito alle città che appartenevano al banato del Danubio:
- Novi Sad
- Subotica
- Zrenjanin
- Sombor
- Kikinda
- Sremska Mitrovica
- Kragujevac
- Smederevo
- Požarevac